# Turnul Fecioarei
Turnul Fecioarei (în turcă Kız Kulesi), cunoscut și sub numele de Turnul lui Leandru (Turnul lui Leandros) încă din perioada bizantină medievală, este un turn pe o mică insulă la intrarea sudică a strâmtorii Bosforului la 200 m față de coasta Üsküdar⁠(d) din Istanbul, Turcia. A fost construit în timpul marelui vizir Nevșehirli Damat İbrahim Pașa în 1725.

## Istorie
După victoria navală de la Cizic, generalul atenian Alcibiade a construit un refugiu pentru corăbiile care veneau din Marea Neagră pe o mică stâncă din fața orașului Chrysopolis (Üsküdar de astăzi). În 1110 împăratul bizantin Alexie I Comnenul a construit un turn din lemn protejat de un zid din piatră. De la acest turn, un lanț de fier se întindea spre un alt turn ridicat pe malul european, în cartierul Mangana din Constantinopol, lanț care bloca accesul maritim împotriva năvălitorilor. Insula a fost apoi legată la țărmul asiatic printr-un zid de apărare, ale cărui rămășițe subacvatice sunt încă vizibile. În timpul cuceririi otomane a Constantinopolului (Istanbul) din 1453, turnul avea o garnizoană bizantină condusă de venețianul Gabriele Trevisano⁠(d). Ulterior, structura a fost folosită ca turn de veghe de către turcii otomani în timpul domniei sultanului Mehmed Cuceritorul.
Turnul, numit adesea Turnul lui Leandru după mitul lui Hero și Leandru (care a avut loc în strâmtoarea Dardanele, cunoscută și sub numele de Helespont în antichitate), a fost distrus în timpul cutremurului din 1509 și ars în 1721. De atunci a fost folosit ca far, iar zidurile din jur au fost reparate în 1731 și 1734, până în 1763 a fost ridicat folosind piatră. Din 1829 turnul a fost folosit ca o stație de carantină, iar în 1832 a fost restaurat de sultanul Mahmud al II-lea. Restaurat din nou de autoritatea portuară în 1945, cea mai recentă restaurare a început în 1998 pentru producția celui de-al 19-lea film din seria James Bond, Lumea e prea mică (The World Is Not Enough). În jurul turnului antic au fost adăugate suporturi din oțel ca o măsură de precauție după cutremurul din 17 august 1999.
Interiorul turnului a fost transformat într-o cafenea și restaurant, cu vedere către fosta capitală romană, bizantină și otomană. Bărci private efectuează excursii către turn de mai multe ori pe zi.

## Legende
Există mai multe legende despre construcția turnului și amplasarea acestuia. Potrivit unei legende, un împărat sau un sultan avea o fiică mult iubită. Într-o zi, un oracol i-a profețit că fata va fi ucisă de un șarpe veninos în ziua în care va împlini 18 ani. Împăratul, într-un efort de a împiedica moartea timpurie a fiicei sale, a dus-o departe de pământ, departe de orice șarpe. Astfel a construit turnul construit în mijlocul Bosforului pentru a-și proteja fiica până la împlinirea a 18 ani. Prințesa a fost dusă în turn, unde a fost vizitată frecvent doar de tatăl ei.
La cea de-a 18-a aniversare a prințesei, împăratul i-a adus un coș cu fructe, cadou de ziua ei de naștere, încântat că a putut împiedica profeția. Cu toate acestea, o aspidă a ajuns în coș, ascunsă printre fructe și a mușcat-o pe tânăra prințesă care a murit în brațele tatălui ei, exact așa cum a prezis oracolul, de unde și numele de Turnul Fecioarei. 
Numele mai vechi, Turnul lui Leandru, este bazat pe o altă poveste cu o fecioară: mitul grecesc antic despre Hero și Leandru. Hero era o preoteasă a Afroditei care locuia într-un turn din Sestos⁠(d), la marginea Hellespontului (Dardanele). Leandru (Leandros), un tânăr din Abydos⁠(d), din cealaltă parte a strâmtorii, s-a îndrăgostit de fecioara Hero și înota în fiecare seară prin toată strâmtoarea pentru a fi împreună cu ea. Hero a aprins în fiecare seară o lampă în vârful turnului ei pentru a-l îndruma. 
Ea a cedat la cuvintele blânde ale lui Leandru și la argumentul că Afrodita, ca zeiță a iubirii, ar disprețui închinarea unei fecioare, astfel Hero i-a permis acestuia să facă dragoste cu ea, toată vara. Dar într-o noapte furtunoasă de iarnă, briza a stins lumina preotesei Hero și Leandru a pierdut drumul și s-a înecat în apa rece. Hero s-a aruncat din turn de durere și a murit și ea. Numele Turnul Fecioarei ar putea proveni, de asemenea, din această poveste antică. Datorită vecinătății și similitudinii dintre Dardanele și Bosfor, povestea lui Leandru a fost atribuită în mod eronat turnului.

## Turnul în prezent
În prezent se găsește un restaurant la primul etaj. De asemenea, există o cafenea în partea de sus a turnului.
Turnul a fost înfățișat pe reversul bancnotelor de 10 lire turcești din perioada 1966–1981.

## În cultura populară
- Turnul a apărut în filmul cu James Bond Lumea e prea mică. De asemenea, a fost vizibil în fundal în filmul din 1963 cu James Bond Din Rusia, cu dragoste (From Russia with Love).
- Turnul a apărut în filmul Hitman (2007).
- Turnul a fost un punct al emisiunii TV americane The Amazing Race 7⁠(d).
- Turnul a apărut foarte des în serialul TV turcesc dramatic Kurtlar Vadisi.
- Turnul a fost apărut în serialul TV turcesc dramatic Kırgın Çiçekler.
- Turnul a apărut în jocul Assassin's Creed: Revelations, unde este locația unei chei Masyaf pe care personajul jucabil trebuie să o colecteze pentru a finaliza jocul.
- Turnul a apărut în mod vizibil pe sigla pentru candidatura nereușită a Istanbulului pentru organizarea Jocurilor Olimpice de vară din 2020.
- Turnul a apărut a apărut foarte des în serialul TV turcesc dramatic Erkenci Kus.

## Galerie de imagini

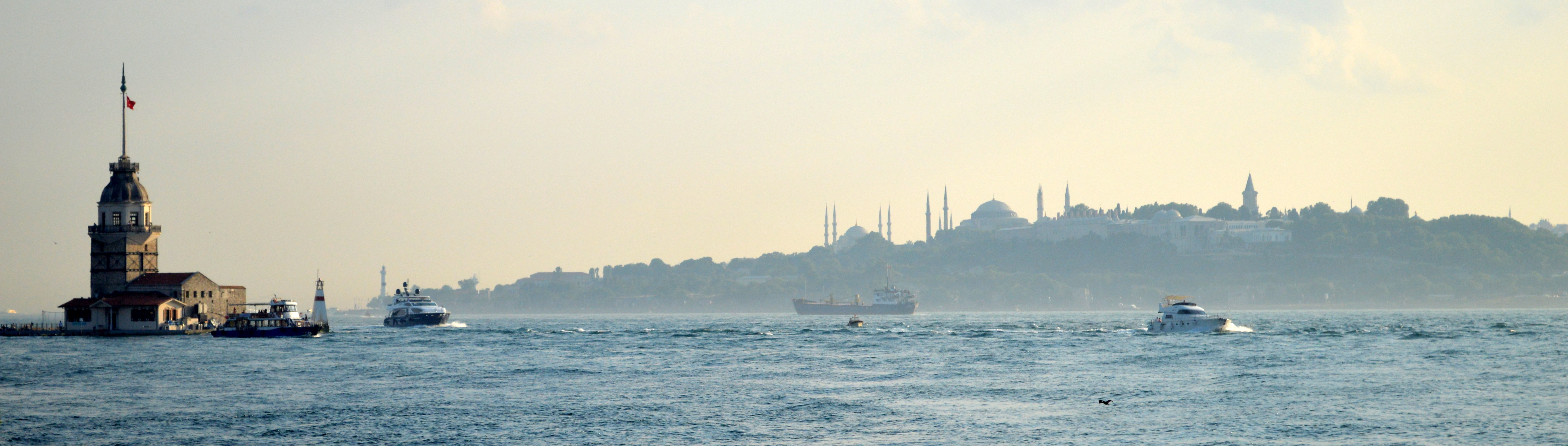
Turnul Fecioarei și promontoriul Sarayburnu⁠(d) (Seraglio)
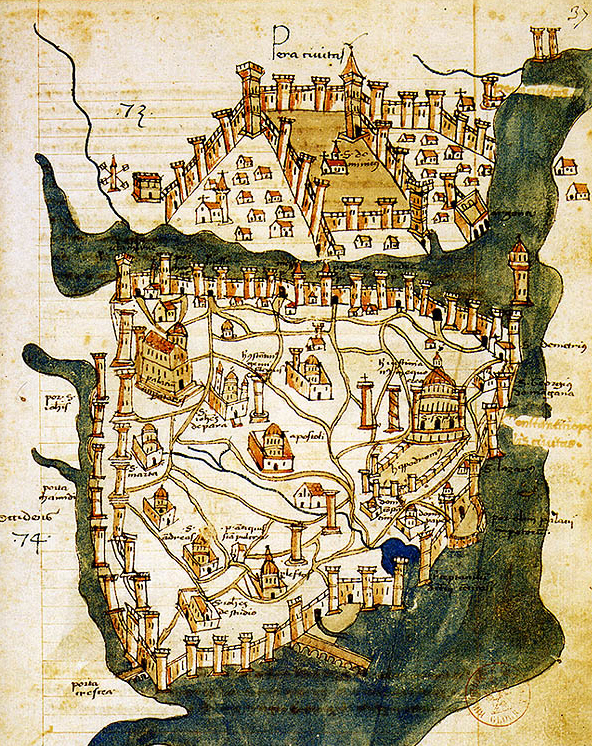
Hartă a Constantinopolului (1422) de cartograful florentin Cristoforo Buondelmonti⁠(d), care arată Pera la nord de Cornul de Aur, Constantinopol la sud și Turnul Fecioarei la dreapta, în mijlocul mării, lângă coasta Üsküdar pe partea asiatică a Bosforului.
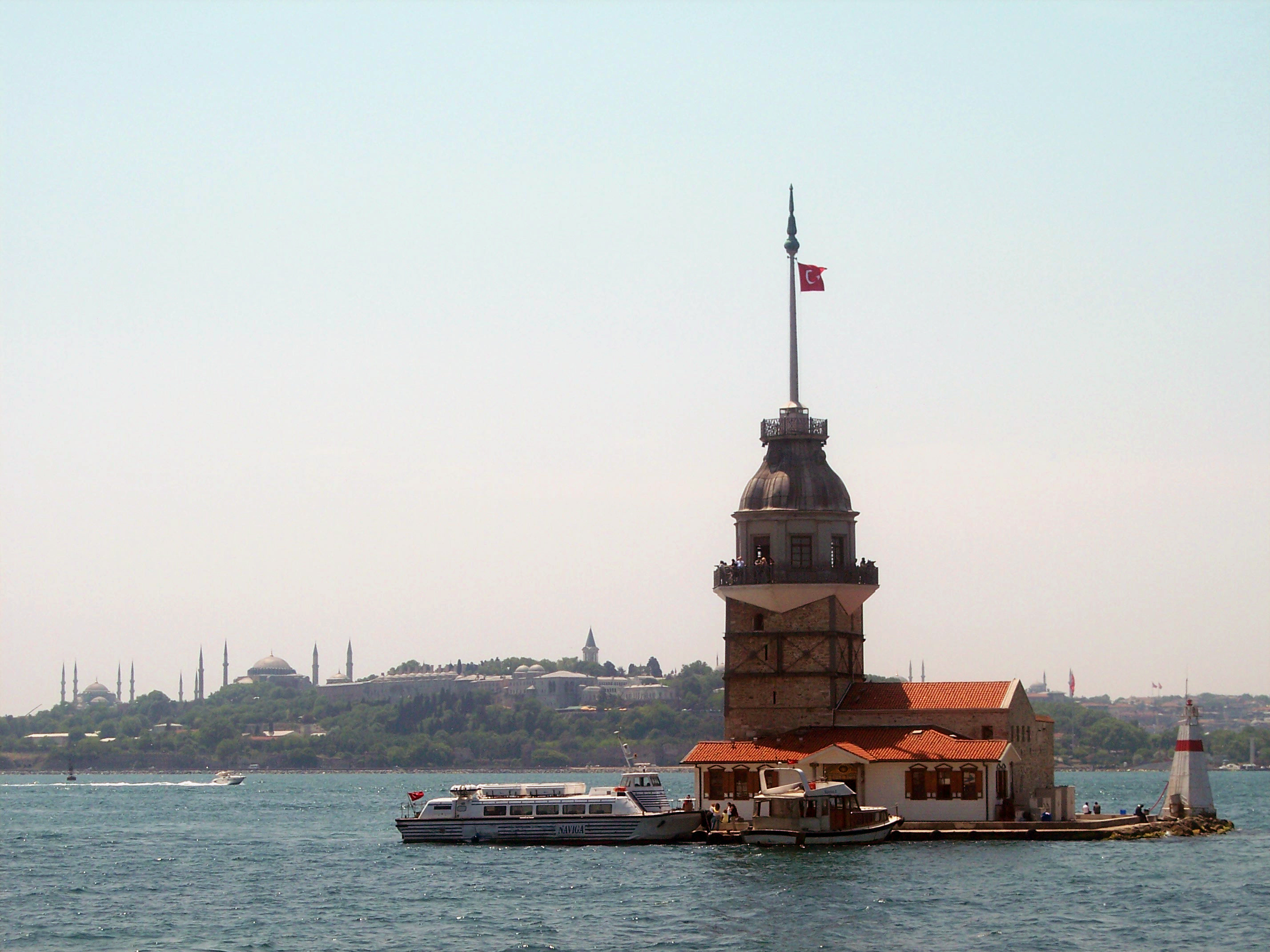
Turnul Fecioarei la intrarea sudică a Bosforului, cu promontoriul Sarayburnu în fundal.
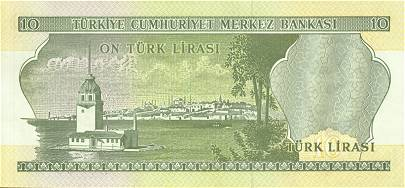
Turnul Fecioarei pe reversul bancnotei de 10 lire (1966–1981)
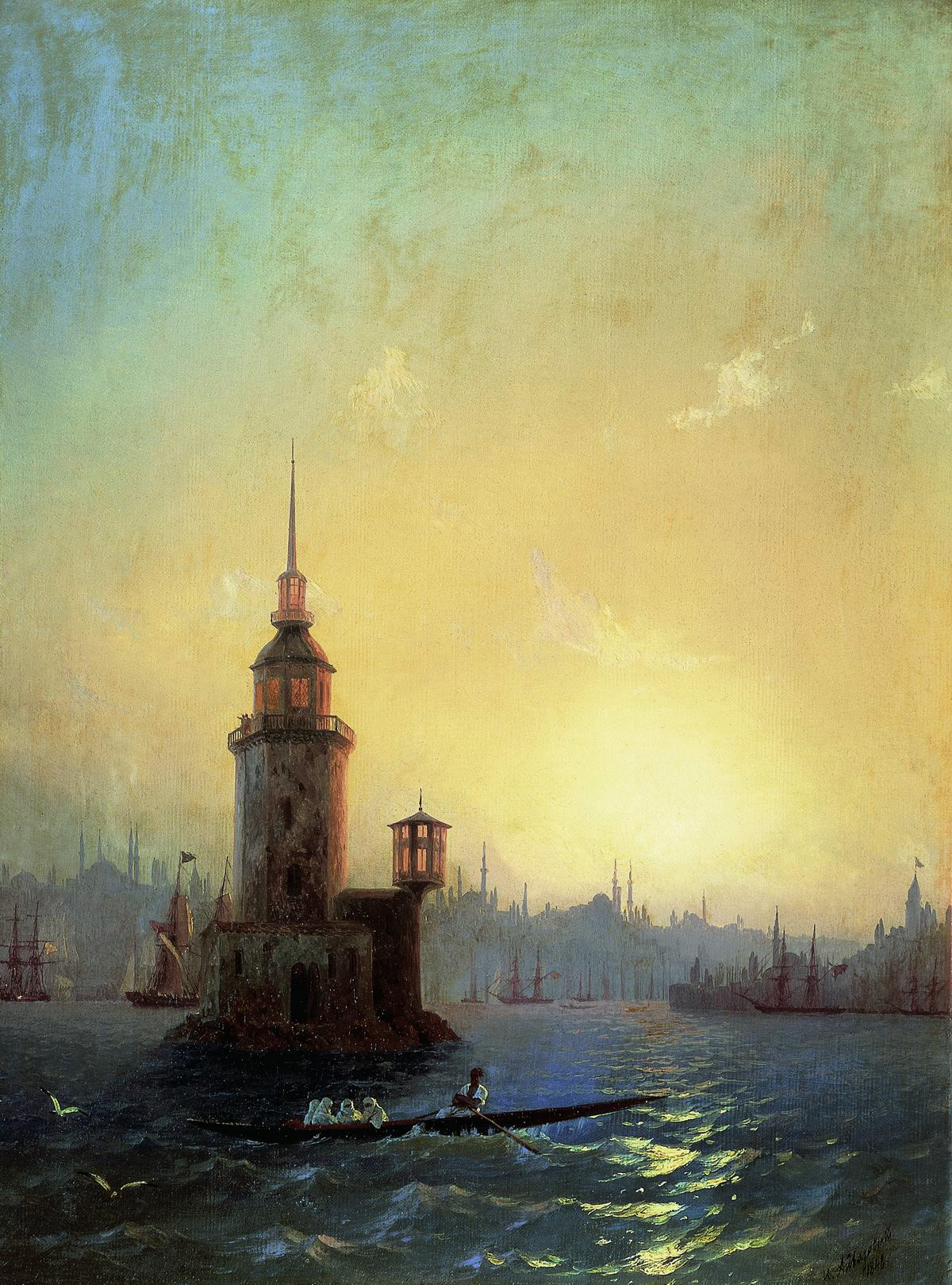
Vedere a Turnului lui Leandru din Constantinopol (1848), pictură a lui Ivan Aivazovski